# فروتس (مجلة)
فروتس (تكتبFRUiTS) كانت مجلة يابانية شهرية مختصة بموضة الشوارع. تأسست المجلة في عام 1997 من قبل المصور شويتشي أوكي ‏.
على الرغم من أن فروتس غطت أنماط عديدة في جميع أنحاء طوكيو، ويرتبط معظمها مع الثقافات الفرعية للأزياء في طوكيو. إلا أن المجلة ركزت في المقام الأول على الأنماط الفردية الفريدة من نوعها التي وجدت خارج تيار الأزياء المتعارف عليه، فضلاً عن الثقافات الفرعية الخاصة باليابان، مثل لوليتا وغانغورو. 

## الإغلاق
بعد 20 عاماً وإصدار 233 عدداً، أعلن شويتشي أوكي في فبراير 2017 أن مجلة فروتس ستتوقف لأنه حسب قوله «لا يوجد بعد الآن أشخاص منعشين لتصويرهم».

## وصلات خارجية
- The editor of FRUiTS magazine on the rise and fall of Harajuku, i-D Japan نسخة محفوظة 17 يونيو 2017 على موقع واي باك مشين.
- Photographer Shoichi Aoki on capturing Tokyo fashion, CNN
- Fruits Fan Community
- Fruits Exhibition at the Powerhouse in Sydney
- الموقع الرسمي